# Шевчук, Евгений Васильевич
Евге́ний Васи́льевич Шевчу́к (молд.  / рум. Еуӂениу Васильэвич Шевчук / Eugeniu Vasilievici Șevciuk, укр. Євген Васильович Шевчук; род. 19 июня 1968, Рыбница, Рыбницкий район, Молдавская ССР, СССР) — приднестровский государственный и политический деятель. 2-й президент непризнанной Приднестровской Молдавской Республики с 30 декабря 2011 по 16 декабря 2016 года.

## Биография
Родился в городе Рыбница Рыбницкого района Молдавской ССР в украинской семье служащих. Член ВЛКСМ в 1982—1991 годах. В 1985 году окончил рыбницкую среднюю школу № 2.

### Образование
10 июля 2010 год — смещён с поста председателя приднестровской партии «Обновление».
В октябре 2011 года вошёл в состав политбюро международного движения «Интернациональная Россия».
В октябре 2011 года вошёл в состав политбюро международного движения «Интернациональная Россия».
- Дипломатическая академия МИД Украины[укр.] (очно) — присуждена учёная степень кандидата экономических наук.

### Трудовая и политическая деятельность
В 1992—1998 годах работал в органах МВД Приднестровья по борьбе с экономическими преступлениями. 1998 год — уволился по собственному желанию, в звании капитана милиции с должности начальника Отдела налоговой милиции УВД г. Тирасполь (отдел 4-х оперативных отделений).
В 1998 году принят на работу в ООО «Шериф» на должность заместителя директора.
В 2000 году принят на работу в коммерческий банк ПРАК «Агропромбанк» на должность управляющего филиалом.
С 2000 по 27 декабря 2011 года — депутат Верховного совета, заместитель председателя Верховного совета ПМР, председатель Комитета по экономической политике, бюджету и финансам, председатель комиссии по международным связям, с 2003 года сопредседатель государственной приднестровской делегации по переговорам с Молдовой в рамках совместной конституционной комиссии.
В 2005 году партия «Обновление» с лидером Евгением Шевчуком получает большинство в Верховном совете, Евгений Шевчук был избран Председателем Верховного совета.
8 июля 2009 год — добровольно сложил с себя полномочия председателя Верховного совета Приднестровской Молдавской Республики в рамках инициированного первым президентом ПМР И. Смирновым конфликта.
10 июля 2010 год — смещён с поста председателя приднестровской партии «Обновление».
В октябре 2011 года вошёл в состав политбюро международного движения «Интернациональная Россия»

### Президентские выборы 2011 года

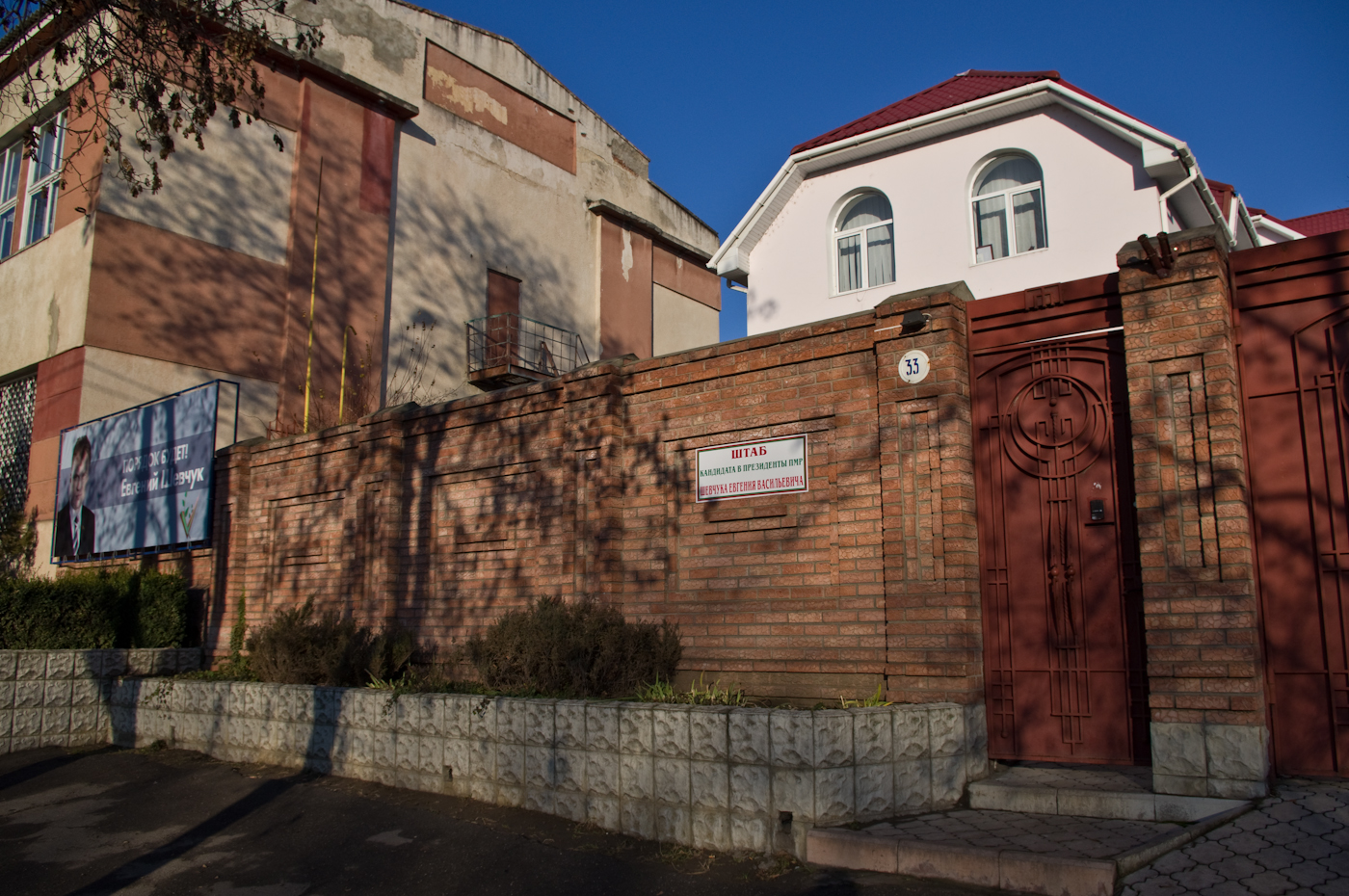
Предвыборный штаб кандидата в президенты ПМР Евгения Шевчука

11 декабря 2011 года Евгений Шевчук в первом туре президентских выборов занял первое место, набрав 38,55 % голосов от числа проголосовавших, и вышел во второй тур. По словам Шевчука, основным его электоратом стали средний класс и молодёжь. 25 декабря 2011 года во втором туре выборов избран президентом Приднестровской Молдавской Республики, набрав 73,88 % голосов. 26 декабря 2011 года Центральная избирательная комиссия непризнанной Приднестровской Молдавской Республики признала Шевчука Евгения Васильевича избранным президентом республики, получившим при голосовании большее число голосов избирателей, принявших участие в голосовании по отношению к числу голосов избирателей, поданных за зарегистрированного кандидата в президенты непризнанной Приднестровской Молдавской Республики Каминского Анатолия Владимировича и утвердила итоговый протокол о результатах выборов.

### На посту президента

#### 2012 год
30 декабря 2011 года Евгений Шевчук вступил в должность президента, а также приступил к исполнению обязанностей главнокомандующего Вооружёнными силами Приднестровской Молдавской Республики.
В 2012 году Евгений Шевчук обвинил первого президента Игоря Смирнова в вывозе в неизвестном направлении золотого запаса республики. В ответ Смирнов заявил, что ему неизвестно, что имеется в виду, «когда говорится о золотом запасе».
18 июня 2012 года Евгений Шевчук побывал с рабочим визитом в Москве, где встретился с Дмитрием Рогозиным.
19 июня 2012 года посетил траурные мероприятия в городе Бендеры.

#### 2013 год
В марте 2013 года по приглашению всеукраинского общественного движения «Украинский выбор» Евгений Шевчук принял участие в заседании круглого стола на тему: «Экономические аспекты стратегического выбора Украины в вопросах взаимодействия со странами Таможенного союза и Единого экономического пространства в рамках ЕврАзЭС», прошедшем в Одессе. 15 марта 2013 года второй раз обратился с ежегодным посланием Президента ПМР к народу, органам государственной власти и управления.
В июне 2013 года выступил с инициативой сократить сроки срочной военной службы с 18 месяцев до 12 месяцев.

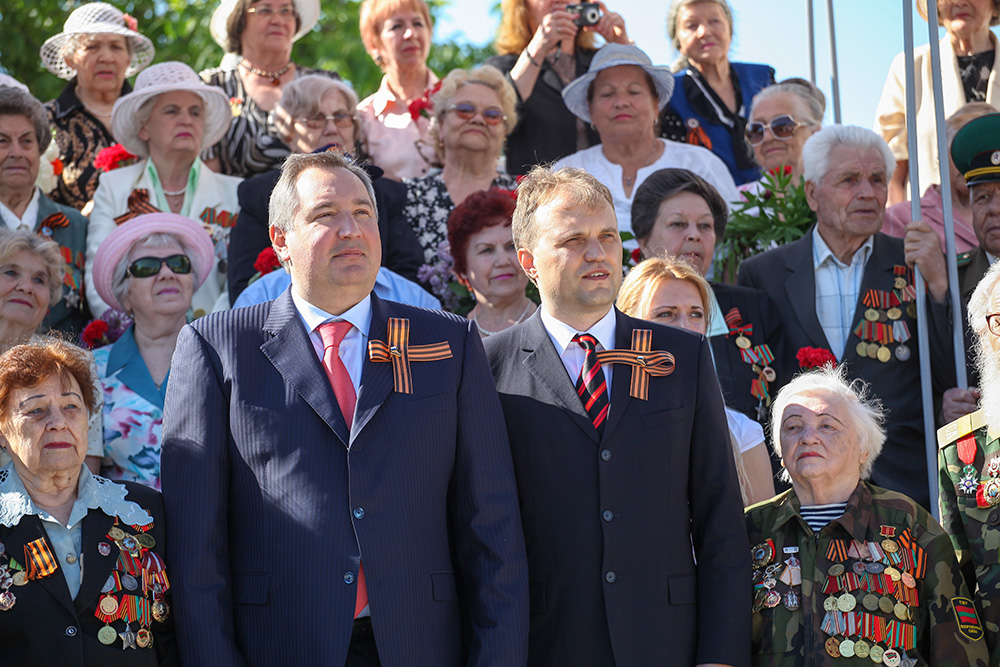
Дмитрий Рогозин и Евгений Шевчук 9 мая 2013 года в Тирасполе

5 июня находился с рабочим визитом в Москве, где провёл встречу с Дмитрием Рогозиным и председателем Правления ОАО «ИНТЕР РАО ЕЭС» Борисом Ковальчуком. 14 июня 2013 года провёл встречу с делегацией Изборского клуба во главе с Александром Прохановым, где обсуждался вопрос о роли Евразийской интеграции для Приднестровья.
С 25 по 26 августа 2013 года посетил с официальным визитом частично признанную Республику Южная Осетия, где проходили мероприятия по случаю 5-летия с момента признания Российской Федерацией независимости Южной Осетии.

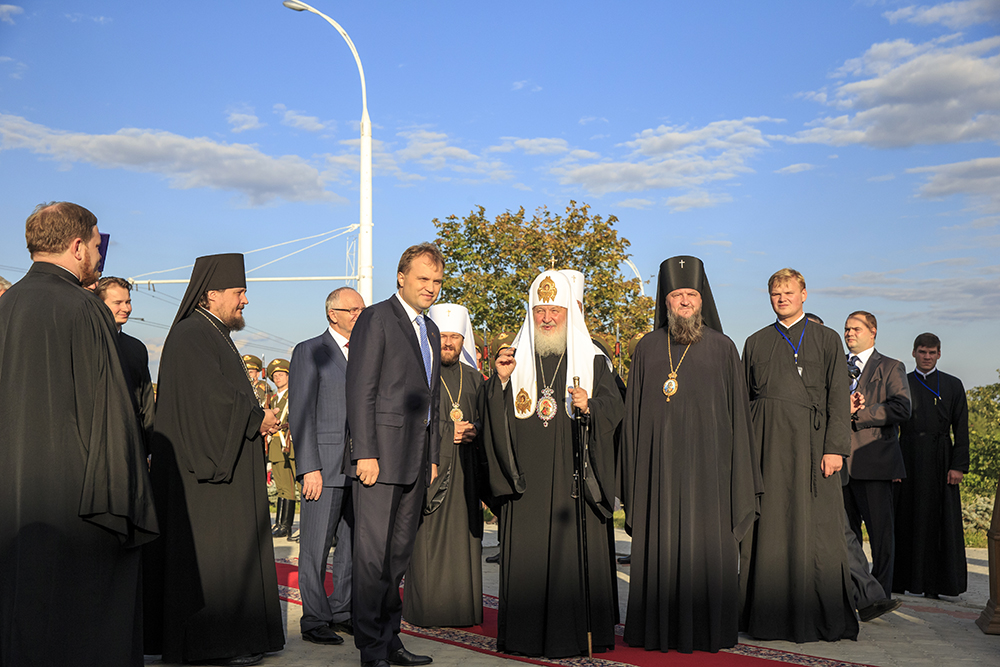
Святейший Патриарх Московский и всея Руси Кирилл в Приднестровской Молдавской Республике

8 сентября 2013 года встречал Святейшего Патриарха Московского и всея Руси Кирилла, который с двухдневным визитом посетил Приднестровье. Патриарха сопровождала многочисленная делегация: митрополит Кишинёвский и всея Молдовы Владимир, председатель Отдела внешних церковных связей Московского Патриархата митрополит Волоколамский Иларион, руководитель Административного секретариата Московской Патриархии епископ Солнечногорский Сергий, председатель Отдела по взаимоотношениям Церкви и общества протоиерей Всеволод Чаплин, посол России в Молдове Фарит Мухаметшин.

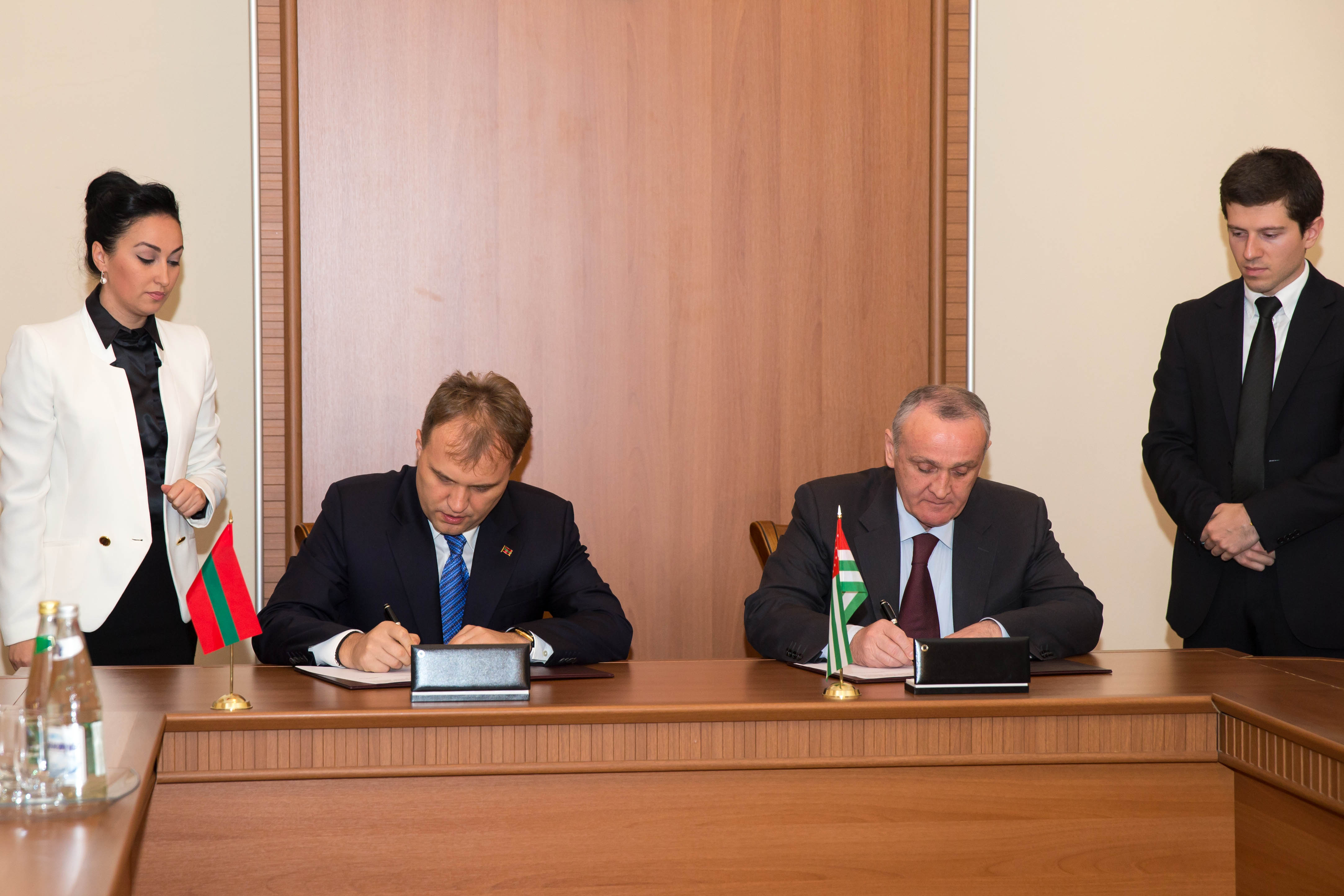
Евгений Шевчук и Александр Анкваб подписывают Совместное заявление (29 сентября 2013)

23 сентября 2013 года провёл встречу в Тирасполе с премьер-министром Молдовы Юрием Лянкэ. Итогом встречи стала пролонгация до 1 января 2015 года действия Протокольного решения «О принципах возобновления полноценного грузового железнодорожного сообщения через территорию Приднестровья», а также был обсуждён ряд представляющих взаимный интерес тем.
С 28 по 30 сентября 2013 года посетил с официальным визитом частично признанную Республику Абхазия, где проходили мероприятия по случаю 20-летия Победы народа Абхазии в Отечественной войне 1992—1993 годов. 29 сентября 2013 года президент Приднестровской Молдавской Республики Евгений Шевчук и президент Республики Абхазия Александр Анкваб подписали Совместное заявление, где подтвердили основополагающее значение Договора о дружбе и сотрудничестве от 24 января 1993 года. Анкваб и Шевчук договорились координировать усилия по участию в евразийских интеграционных процессах.
30 сентября 2013 года в Сухуме провёл встречу с президентом Южной Осетии Леонидом Тибиловым, в ходе которой обсуждались перспективы развития взаимодействия Приднестровья и Южной Осетии.
11 октября 2013 года, во время рабочего визита в Москву, Президент ПМР дал интервью телеканалу «Россия 24», в котором рассказал об экономических последствиях для Приднестровья после подписания Молдавией в одностороннем порядке ассоциации с Европейским союзом. 25 октября того же года, во время встречи с Дмитрием Рогозиным в Москве, состоялось подписание «Протокола по итогам рабочей встречи заместителя председателя правительства, Специального представителя президента РФ по Приднестровью Д. О. Рогозина и президента Приднестровья Е. В. Шевчука». 30-31 октября возглавлял делегацию Приднестровья на Конференции по мерам укрепления доверия, прошедшую в баварском городе Ландсхут (Германия). В рамках Конференции обратился с речью к её участникам, которая вызвала широкий резонанс в обществе не только внутри Приднестровья, но и за его пределами. Там же провёл встречу с премьер-министром Республики Молдова Юрием Лянкэ, во время которой были обсуждены вопросы нормализации молдо-приднестровских отношений.

#### 2016 год
В сентябре 2016 года Шевчук подписал указ о создании комиссии по приведению законодательства республики в соответствие с российским законодательством. Указ, практической целью которого должно было стать присоединение республики к России, проводится в рамках реализации итогов референдума сентября 2006 года, на котором 97,2 % проголосовали за вхождение республики в состав России.

### Президентские выборы 2016 года
30 августа 2016 года Евгений Шевчук объявил о своём намерении участвовать в выборах президента 2016 года, а 14 сентября было подано заявление в ЦИК ПМР о выдвижении кандидатом в президенты ПМР.
Проиграл выборы, набрав 27 % голосов.

### После президентского срока
В ночь с 27 на 28 июня 2017 года Шевчук покинул Приднестровье, по заявлению спикера парламента Александра Щербы — переплыв Днестр на плавсредстве, а по словам самого экс-президента, он перебрался в Молдову на такси. 28 июня 2017 года парламент Приднестровья принял решение о лишении экс-президента Евгения Шевчука неприкосновенности. Решение было принято в связи с расследованием открытого в отношении экс-главы республики уголовного дела о крупном хищении государственных средств. 30 ноября 2017 года Следственный комитет вынес Постановление об объявлении экс-президента Приднестровья Евгения Шевчука в розыск. Бывший глава Приднестровья фигурирует сразу в 6 уголовных делах: коррупция, серые схемы, хищение государственных денег и удержание 30 % зарплат и пенсий.
21 декабря 2018 года Верховный Суд ПМР приговорил экс-президента Приднестровья к 16 годам строгого режима и штрафу в размере 600 миллионов приднестровских рублей (около 2,5 миллиарда российских рублей). Приговор бывшему главе республики объявлен заочно, так как он находится за пределами страны. Верховный суд лишил Шевчука государственных наград и запретил занимать госдолжности в течение пяти лет после освобождения. Бывшего главу республики обвиняли по «пяти пунктам: фонды, „Биохим“, контрабанда, незаконное изъятие 30 % пенсий и зарплат, помилование с нарушениями закона».

## Семья
Гражданин России.

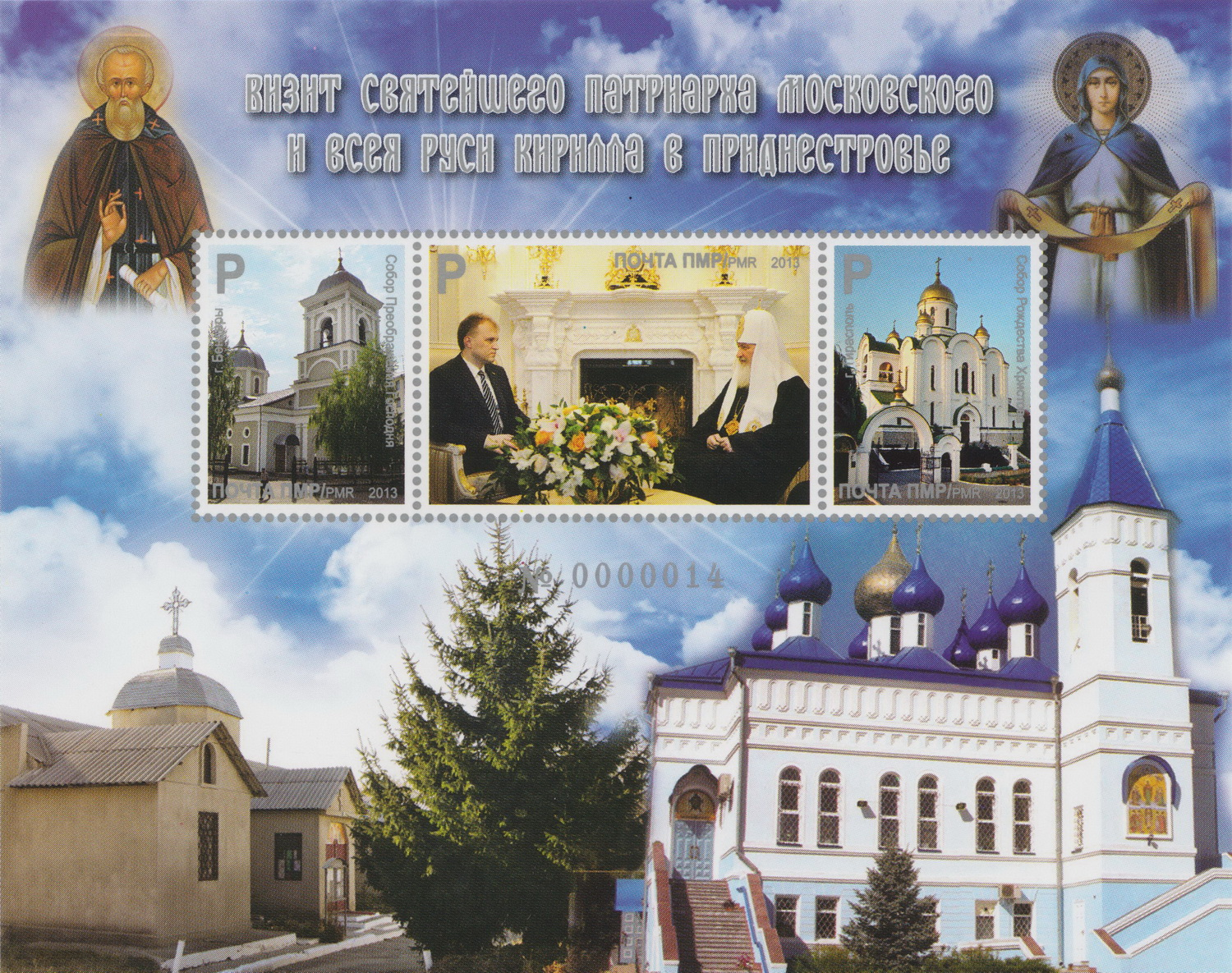
Почтовый блок Приднестровья, посвящённый двухдневному визиту Патриарха Кирилла в Приднестровье (2013)

В конце августа 2015 года стало известно, что Нина Штански станет супругой Евгения Шевчука и первой леди Приднестровья. 18 сентября 2015 года пара венчалась.
16 января 2016 года родилась дочь Софья.

## Награды
Награды Приднестровской Молдавской Республики:
- Орден «Трудовая слава»;
- Медаль «За трудовую доблесть»;
- Грамота президента Приднестровской Молдавской Республики;
- Именное оружие — распоряжением президента ПМР, за заслуги в защите, становлении и развитии Приднестровской Молдавской Республики (2008 год). Шевчук получил автомат АКС-74, который впоследствии был реквизирован по распоряжению президента Смирнова, и девятимиллиметровый пистолет МР-446 «VIKING».

В 2018 году решением суда лишен государственных наград
Конфессиональные награды:
- Орден преподобного Сергия Радонежского II степени (2013)[45]
- Орден святого благоверного князя Даниила Московского II степени, (РПЦ) — за развитие церковно-государственных отношений в Приднестровье (2009 год)
- Орден Украинской Православной Церкви Святого благоверного князя Киевского Ярослава Мудрого (2013 год)[46]

Награды иностранных государств:
- Орден Почёта (Южная Осетия) 2013 год[47]

Партийные награды:
- Орден ЦК КПРФ «Партийная доблесть» (2013)[48]
- Орден Союза братских народов (СКП-КПСС, 2015)[49]

## В филателии
В сентябре 2013 года к двухдневному визиту Патриарха Кирилла в Приднестровье был посвящён выпуск почтового блока и конверта первого дня. Почтовый блок состоял из трёх марок, на одной из которых был изображены Евгений Шевчук и Патриарх Кирилл.